# 马衙站
马衙站是铜九铁路的一座车站，位于安徽省池州市，隶属于上海铁路局。本站及上下行区间均未电气化。不办理客运或货运业务。